# Stjernevind
En stjernevind er som navnet antyder en blæst af partikler, fra en stjerne.
| Astronomi | Spire Denne artikel om astronomi er en spire som bør udbygges. Du er velkommen til at hjælpe Wikipedia ved at udvide den. |